# Bataille du Alto de Cebollas
Campagne de Pasto
(Guerre d'indépendance de la Colombie)
Batailles
m
- Bomboná
- Cuchilla de Taindala (1)
- Cuchilla de Taindala (2)
- Ibarra
- Alto de Cebollas
- Juanambú
- Tacines
- Barbacoas

La bataille du Alto de Cebollas est un affrontement armé se déroulant le 13 septembre 1823 entre les troupes patriotes de Grande Colombie contre les troupes royalistes basées dans la ville de San Juan de Pasto. Elle se termine par une victoire des patriotes.